# Glaphyropteridopsis rufostraminea
Glaphyropteridopsis rufostraminea är en kärrbräkenväxtart som först beskrevs av Christ, och fick sitt nu gällande namn av Ren-Chang Ching. Glaphyropteridopsis rufostraminea ingår i släktet Glaphyropteridopsis och familjen Thelypteridaceae. Inga underarter finns listade.